# Gospel
Il termine gospel può riferirsi a due generi musicali: il primo strettamente legato alla musica sacra, molto simile alla canzone corale spiritual, che emerse nelle chiese afroamericane cristiane-metodiste negli anni trenta; l'altro, alla musica religiosa composta, diffusa e suonata successivamente da artisti di qualunque fede o etnia, soprattutto del sud degli Stati Uniti d'America, e diffusa poi nel resto del mondo. La divisione tra America nera e America bianca e quindi tra chiesa nera e chiesa bianca e anche tra musica nera e musica bianca, tenne questi stili separati, ma mai in modo assoluto. Entrambi gli stili nascono da inni corali cristiani-metodisti degli afroamericani, a loro volta nati dagli antichi canti spontanei durante le giornate di lavoro della schiavitù negli Stati Uniti d'America, spesso nei campi agricoli del cotone. 
Questo stile musicale spesso era (ed è tuttora) in modalità solo vs coro, cioè a una breve frase canora, eseguita da un solo cantore (nei campi di schiavitù era cantata da un solo schiavo) si alternava la risposta di tutto il coro (all'epoca appunto, il resto degli schiavi che stavano lavorando). Mentre lo spiritual rimase più semplice a livello musicale, il gospel si raffinò e si arricchì nel tempo, con l'aggiunta di basi ritmiche del blues e del rhythm and blues, e si diffuse marcatamente in tutto il mondo occidentale. Nel gospel, alcuni artisti (ad esempio Mahalia Jackson) si limitano ad apparire e rimanere in contesti puramente religiosi di ispirazione spiritual e di argomento cristiano.
Il termine gospel (contrattura di God Spell, letteralmente Sillaba di Dio), in inglese, significa Vangelo, buona novella, "parola di Dio": i testi infatti, si ispirano alla Bibbia (soprattutto il libro dei Salmi). Altre correnti gospel invece si esibiscono in contesti più laici, come ad esempio il Golden Gate Quartet o Clara Ward, che cantano anche nei night club. La maggior parte degli artisti, come i Jordanaires, Al Green e Solomon Burke tendono a suonare in entrambi i contesti, dov'è frequente che includano un pezzo religioso in una performance secolare, sebbene non succeda quasi mai il contrario.

## I precursori (1700)
Willie Ruff, professore afro-inglese di musica all'Università Yale, sostiene che la musica Gospel condivide la stessa struttura dei salmi cantati dalla  chiesa scozzese presbiteriana, struttura nota come 'lining-out'. Questa consentiva di usare una sola copia della Bibbia per tutta la chiesa poiché il pastore cantava una riga del salmo all'assemblea e questa rispondeva ricantandola arricchita del suo timbro ed emozione. Ruff sostiene, sebbene altri lo contestino per "razzismo accademico", che questa forma di canto venne udita dagli schiavi Afro-Americani nelle chiese dei loro padroni e che essi la svilupparono in uno stile proprio e personale. :)

## Le origini (dagli anni venti agli anni quaranta)
Ciò che la maggior parte delle persone identificherebbe come "gospel music" è una musica religiosa Afro-Americana basata su grandi cori di chiesa cui fa da contraltare un cantante solista eccezionale. In realtà il genere reso famoso da artisti come Thomas A. Dorsey, Sallie Martin, Willie Mae, Ford Smith ed altri cambiò sensibilmente circa 80 anni fa, e affonda le sue radici nelle forme più spontanee di devozione religiosa delle Chiese dei Santi, che incoraggiavano i singoli fedeli a "dare testimonianza" cantando e suonando (e talvolta danzando) spontaneamente della loro fede, durante la celebrazione. Negli anni venti gli artisti di questo tipo di chiese erano spesso predicatori, come Charles Albert Tindley, che si spostavano di chiesa in chiesa, rimanendo per un periodo relativamente breve in ogni carica, e tra una predica e l'altra cominciarono a incidere in uno stile che fondeva temi religiosi tradizionali con le tecniche del blues e del boogie woogie. Inoltre cominciarono a portare strumenti di derivazione jazz, come percussioni e fiati, in chiesa.
Dorsey, che aveva composto e suonato il piano per giganti del blues come Tampa Red, Ma Rainey e Bessie Smith, lavorò sodo per sviluppare una sua propria musica, organizzando un convegno annuale per artisti gospel, andando in tournée con Martin per vendere spartiti e superare la resistenza delle chiese più conservatrici verso ciò che esse consideravano una musica mondana e peccaminosa. Combinare la struttura "sixteen bar" e i modi e ritmi del blues con i testi religiosi, aprì la possibilità ad artisti innovativi, come Sister Rosetta Tharpe, di usare il proprio talento nelle canzoni, mentre ispiravano i fedeli a "gridare", a "buttare fuori" per aggiungere parole alle sue o per inserire linee musicali proprie in risposta al suo canto.
Questo "stile libero" influenzò altri stili religiosi neri alla stessa maniera. I gruppi più conosciuti degli anni trenta erano quartetti o gruppi piccoli maschili come il Golden Gate Quartet che cantavano, di solito senza accompagnamento, nello stile quartetto Jubilee mescolando attentamente armonie, canti melodiosi, sincopati giocosi e arrangiamenti sofisticati per ottenere uno stile sperimentale fresco ben lontano dal più sobrio canto di inni. Questi gruppi assorbirono suoni popolari da gruppi pop come i Mills Brothers e produssero canzoni che univano temi religiosi, humor e satira politico-sociale. Cominciarono a mostrare sempre maggior influenza dal Gospel da che incorporarono la nuova musica nel loro repertorio.

## L'età dell'oro (dagli anni quaranta agli anni cinquanta)

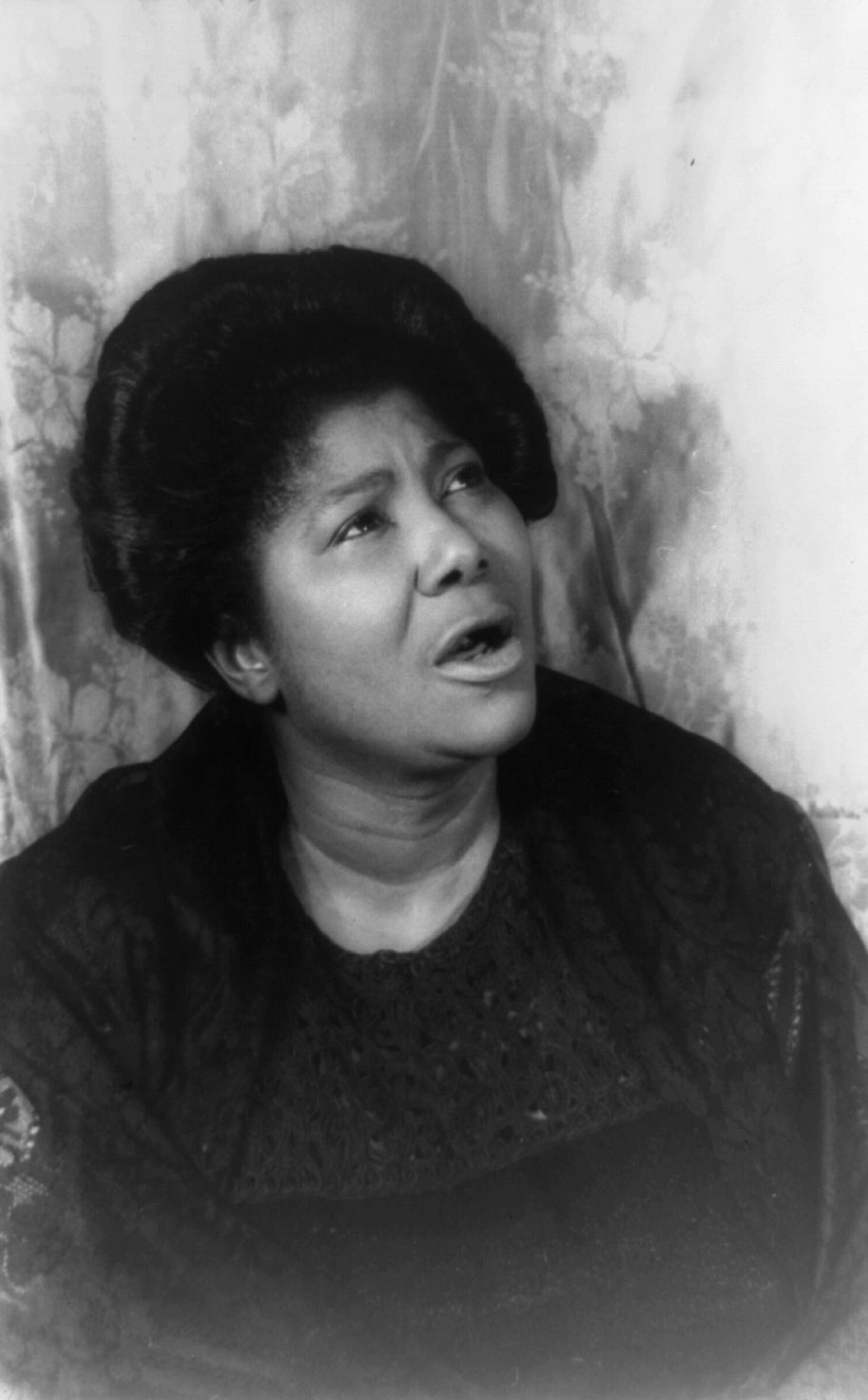
Mahalia Jackson 1962, van Vechten, LC-USZ62-91314

La nuova musica Gospel composta da Dorsey e altri si mostrò essere davvero molto popolare nei quartetti, che si volsero in una direzione nuova. Gruppi come i Dixie Hummingbirds, i Pilgrim Travelers, i Soul Stirrers, i Swan Silvertones, i Sensational Nightingales e i Five Blind Boys of Mississippi introdussero anche maggior libertà alle chiuse armonie dello stile Jubilee, aggiungendo degli ad libitum e brevi frasi ripetute sullo sfondo per mantenere una base ritmica per le innovazioni del cantante principale. I solisti emersero maggiormente man mano che il Jubilee divenne Hard Gospel e man mano che i cantanti cominciarono a gridare di più, spesso in falsetto, ancorati ad un basso rilevante. I cantanti dei quartetti combinarono sia le performance del solista virtuoso sia le innovazioni ritmico armoniche. Questo venne definito da Ira Tucker Sr. e Paul Owens degli chiamarono "trickeration" e che amplificava l'intensità musicale ed emozionale delle loro canzoni.
Mentre i quartetti stavano raggiungendo il loro massimo splendore negli anni quaranta e cinquanta, un certo numeri di cantanti donne stava raggiungendo il successo. Alcune, come la grande Mahalia Jackson sicuramente una delle più grandi interpreti di gospel- e Bessie Griffin erano principalmente soliste, altre come Clara Ward, The Caravans, The Davis Sisters e Dorothy Love Coates, suonavano in piccoli gruppi.
Alcuni gruppi come i Ward Singers usavano una sorta di teatralità e dinamiche di gruppo particolari che erano in uso nei quartetti maschili, ma la maggior parte delle cantanti gospel basavano le proprie possibilità di successo su una competenza tecnica eccezionale ed un estremo fascino personale.
Fece eccezione sotto molti punti di vista Roberta Martin a Chicago, Illinois. Condusse gruppi misti di uomini e donne che avevano uno stile che non sottolineava così tanto il virtuosismo personale e sponsorizzò un certo numero di artisti, come James Cleveland, che avrebbero cambiato il volto del Gospel nei decenni a venire.

## I cori e le star (dagli anni sessanta ad oggi)
James Cleveland e Alex Bradford portarono una rivoluzione nel gospel lanciando l'era dei grandi cori, grosse strutture disciplinate e organizzate che usavano arrangiamenti complessi per spingere la loro forza vocale per arrivare al ritmo propulsivo, alle intricate armonie e al virtuosismo individuale dei quartetti dell'età dell'oro.
Gruppi come i Brooklyn Tabernacle Choir e il Mississippi Mass Choir sono due dei più popolari delle centinaia di gruppi legati a parrocchie locali.
Allo stesso tempo star più recenti come Andrae Crouch, CeCe Winans e i Take 6 hanno continuato sulle influenze pop, proprio come Dorsey e altri pionieri presero a prestito dal Blues e dal Jazz. Altri, come Kirk Franklin, hanno introdotto elementi Hip Hop.
La morte lenta di Jim Crow cambiò anche le priorità del gospel. Durante gli anni di segregazione e repressione formale dei neri, il gospel servì, specie per le chiese dei Santi largamente apolitiche e quietiste, come una forma nascosta di protesta politica. Strofe come: "When I get to Heaven I'm going to sing and shout / 'Cause nobody there's going to turn me out" e "I know my robe's going to fit me well / 'Cause I tried it on at the gates of hell" ("quando andrò in cielo canterò e griderò / Perché nessuno mi zittirà" e "so che la mia veste mi starà a pennello / Poiché l'ho provata alle bocche dell'inferno") avevano un secondo significato ovvio per i molti ascoltatori che non avevano possibilità di rivendicare la propria posizione nel mondo in modi più diretti.
Una musica alla quale inizialmente si era giunti per altre vie, non attraverso il jazz ufficiale. Forme autentiche come il gospel ha dato un’impronta alla musica nuova molto di più che i grandi concerti del jazz commerciale
Le canzoni gospel erano quindi la scelta logica per i ritornelli del Movimento dei Diritti Civili, che trasse i suoi capi, gran parte della sua organizzazione e i suoi ideali dalle chiese nere.
In Italia il genere si diffonde velocemente fino ad esser oggetto di festival su tutto il territorio nazionale da nord a sud la musica e la ricerca vocale diventa spettacolo, celebrazione, coinvolgimento.
Cantanti come Carrie Underwood, Mary J. Blige, Aretha Franklin, Kanye West, Whitney Houston e Mariah Carey si sono sempre definite molto religiose e nel loro repertorio per lo più laico, vi sono un buon numero di brani gospel.